# Гепард девојке 2
Гепард девојке 2 (енгл. The Cheetah Girls 2) амерички је телевизијски филм из 2006. године и наставак оригиналног филма Дизни канала, Гепард девојке. Премијера филма била је најгледанији филм Дизни канала икада, укупно преко 8,1 милиона гледалаца, прешавши гледаност премијере филма Средњошколски мјузикл (7,7 милиона) и прешавши некадашњи најгледанији оригинални филм Дизни канала, Кадет Кели (7,8 милиона), који је такође постао најгледанији у филмској трилогији Гепард девојке.
Наставак је о талентованом тинејџерском кватру који одлазе на турнеју по Шпанији како би остварили своје снове и постали поп суперзвезде. За разлику о свог претходника, који садржи више караоке музичке нумере, Гепард девојке 2 претворио се више у мјузикл. Представља последњи филм серије у ком глуми Рејвен-Симон. Филм је осми најгледанији оригинални филм Дизни канала икада и био је најгледанији оригинални филм Дизни канала 2006. године.
У Србији, Црној Гори, Северној Македонији и Републици Српској филм је премијерно приказан 12. јануара 2010. године на каналу РТС 1, титлован на српски језик. Титлове је радио студио Ес-Ди-Ај мидија. Нема DVD издања.

## Радња
Наставак је испуњен авантуром, драмом и хумором. Драма почиње када Галерија улази у групу на музичком фестивалу у Барселони, а духовита четворка (у пратњи Галеријине заштитнички настројене мајке Доротее и Шанелине мајке Хуаните) креће на путовање живота. Али ствари постају компликованије када четири најбоље пријатељице стигну у Шпанију: упознају Марисол, талентовану соло певачицу, а њена менаџерка/мајка доводи њихову групу скоро до распада; приказују их знаменитости Хоакина, згодног младог плесача танга који се заљубљује у Доринду; уједа модних кукаца који тежи дизајнеру Акванете; Шанел доводи у питање будућност везе њене мајке и Лука; Галерија почиње губити веру у „Гепард девојке”; и сан девојака да постану звезде може бити заувек уништен када буду обавештене да су прекршиле строго фестивалско правило.

## Улоге
| Глумац           | Улога                      |
| ---------------- | -------------------------- |
| Рејвен-Симон     | Галерија Гарибалди „Баблс” |
| Адријен Бејлон   | Шанел Симонс „Чучи”        |
| Сабрина Брајан   | Доринда Томас „До”         |
| Кили Вилијамс    | Акванета Вокер „Аква”      |
| Лин Витфилд      | Доротеа Гарибалди          |
| Белинда Перегрин | Марисол Дуран              |
| Лори Ен Алтер    | Хуанита Симонс             |
| Голас Јозеф      | Хоакин                     |
| Питер Вајвс      | Ејнџел                     |
| Ким Манинг       | Лола Дуран                 |
| Ејбел Фолк       | Лук                        |